# Brusnica
Brusnica (bis 1927 slowakisch „Brušnica“; ungarisch Borosnya – bis 1907 Brusnyica) ist eine Gemeinde im Nordosten der Slowakei mit 293 Einwohnern (Stand 31. Dezember 2024), die zum Okres Stropkov, einem Kreis des Prešovský kraj gehört.

## Geographie
Die Gemeinde befindet sich im Bergland Ondavská vrchovina innerhalb der Niederen Beskiden im Tal der Brusnička, eines Nebenflusses von Ondava. Das Ortszentrum liegt auf einer Höhe von 191 m n.m. und ist neun Kilometer von Stropkov entfernt.
Nachbargemeinden sind Stropkov im Norden, Kolbovce im Nordosten, Jakušovce im Osten, Krišľovce im Südosten, Tokajík im Süden und Breznica im Westen.

## Geschichte
Brusnica wurde zum ersten Mal 1408 als Prensincz schriftlich erwähnt und gehörte damals zum Herrschaftsgebiet von Stropkov. Der Name leitet sich wahrscheinlich vom Vorkommen der Preiselbeeren (slowakisch brusnica) in der Gegend ab. 1598 wurden 15 Porta verzeichnet. Im 17. Jahrhundert ließen sich mehrere russinische Familien im Ort nieder. Im 18. Jahrhundert kam Brusnica zum Herrschaftsgebiet des Geschlechts Barkόczy. 1828 zählte man 56 Häuser und 430 Einwohner, die als Hirten und Waldarbeiter beschäftigt waren, dazu gab es bis 1945 eine Säge, die ungefähr 20 Angestellte hatte.
Bis 1918 gehörte der im Komitat Semplin liegende Ort zum Königreich Ungarn und kam danach zur Tschechoslowakei beziehungsweise heute Slowakei.

## Bevölkerung
| Jahr                | 1994 | 2004     | 2014    | 2024     |
| ------------------- | ---- | -------- | ------- | -------- |
| Anzahl der Personen | 324  | 408      | 412     | 293      |
| Unterschied         |      | +25,92 % | +0,98 % | −28,88 % |

| Jahr                | 2023 | 2024    |
| ------------------- | ---- | ------- |
| Anzahl der Personen | 297  | 293     |
| Unterschied         |      | −1,34 % |

Nach der Volkszählung 2011 wohnten in Brusnica 417 Einwohner, davon 316 Slowaken, 47 Russinen, 33 Roma und drei Ukrainer. 18 Einwohner machten keine Angabe zur Ethnie.
172 Einwohner bekannten sich zur griechisch-katholischen Kirche, 153 Einwohner zur orthodoxen Kirche, 65 Einwohner zur römisch-katholischen Kirche, drei Einwohner zur Evangelischen Kirche A. B. und ein Einwohner zu den Zeugen Jehovas. Sechs Einwohner waren konfessionslos und bei 17 Einwohnern wurde die Konfession nicht ermittelt.